# Václav Horák
Václav Horák (1912. szeptember 27. – 2000. november 15.) csehszlovák válogatott cseh labdarúgó, csatár.

## Pályafutása

### Klubcsapatban
1934 és 1936 között a Viktoria Plzeň, 1936 és 1939 között a Slavia Praha labdarúgója volt. A prágai csapattal az 1936–37-es idényben bajnokságot nyert. 1939-ben fejezte be az aktív labdarúgást.

### A válogatottban
1934 és 1938 között 11 alkalommal szerepelt a csehszlovák válogatottban és öt gólt szerzett. Tagja volt az 1938-as franciaországi világbajnokságon részt vevő csapatnak.

### Edzőként
1942–43-ban a SK Slezská Ostrava, 1948-ban a Sokol Trojice Ostrava vezetőedzője volt, azaz mind kétszer a mai Baník Ostrava csapatának szakmai munkáját irányította.

## Sikerei, díjai
Slavia Praha
- Csehszlovák bajnokság
  - bajnok: 1936–37